# Xenobrama microlepis
Xenobrama microlepis – gatunek ryby z rodziny bramowatych, jedyny przedstawiciel rodzaju Xenobrama Yatsu & Nakamura, 1989.
Występowanie: zimne wody południowego Pacyfiku.

## Opis
Osiąga do 50 cm długości.